# Arqueo
En náutica, el arqueo es el modo de medir el tamaño de los buques, a partir de su volumetría. La Organización Marítima Internacional, OMI (en inglés, IMO) recomienda su utilización como parámetro en convenios, leyes y reglamentos, y también como base para datos estadísticos relacionados con el volumen total o capacidad utilizable de los buques mercantes. Entre otros, dependen del arqueo la tasación de derechos y servicios de puerto, dique y paso por canales, así como las atribuciones de los títulos profesionales de la marina mercante.
El origen del sistema se debe al geómetra inglés Moorson, adoptado oficialmente en Inglaterra en 1854, para la medición o cubicaje del número de toneles o cascos de vino transportados desde Francia a Inglaterra. (Gile. P. Jauge et tonnage des navieres, Pasis 1956, 35)
El tonelaje de arqueo es una medida, generalmente, de carácter fiscal. La «Conferencia internacional sobre arqueo de buques» de 1969 fijó la definición y cálculo del arqueo bruto y el arqueo neto, que fueron adoptadas por la OMI, ese mismo año. 
Desde 1982 se emplean los términos «arqueo de registro bruto» (en inglés, gross register tonnage, GRT, en castellano toneladas de registro bruto, TRB) que se mide en unidades GT, y «arqueo de registro neto» (en inglés, net register tonnage, NRT) que se mide en unidades NT.

## Sistema Moorsom
Con la Merchant Shipping Act de 1854, se introdujo el Sistema Moorsom (creado por George Moorsom, quien se desempeñaba entonces como secretario de la comisión que realizó el estudio técnico del sistema a plasmar en la conferencia), cuyos principios eran cubicar todos los espacios interiores del buque para establecer una medida de su capacidad productiva ya que los espacios disponibles para el transporte de carga y pasaje eran una medida de su capacidad ganancial, debiendo ser el tonelaje un valor proporcional a estas capacidades.
Los volúmenes calculados en pies cúbicos y divididos por un factor 100, dan el valor del arqueo en «toneladas Moorsom», siendo esta última la unidad del sistema. La idea de dividir por 100 partió de la necesidad de que los tonelajes calculados por la Merchant Shipping Act, fueran los más parecidos posible a los calculados por el método al cual substituiría.
Con este criterio, una tonelada Moorsom (100 pies cúbicos) es equivalente a 2,83 metros cúbicos, o 2830 kg (no debe referirse a peso sino únicamente a volumen)

## Actualidad
En la actualidad, el arqueo se rige por el sistema universal de la Conferencia Internacional sobre Arqueo de Buques de 1969, de la IMO, que viene a sustituir al sistema de arqueo Moorsom, adoptado posteriormente por la Conferencia Internacional de Constantinopla de 1873 (no obstante, los buques de eslora inferior a 24 m, siguen siendo arqueados por el sistema Moorsom). Este sistema daba normas universales para medir la capacidad del buque; sin embargo, las interpretaciones y modificaciones realizadas por las diferentes naciones a título individual, introdujeron diferencias tales que obligaron a la realización de acuerdos recíprocos de reconocimiento de los respectivos certificados de arqueo.
Por otra parte, canales como el de Panamá y el de Suez expiden sus propios certificados de arqueo.